# SV Meßkirch 04
Der SV Meßkirch 1921-04 e. V. ist ein Fußballverein aus Meßkirch im Süden Baden-Württembergs.

## Geschichte
Der Sportverein Meßkirch wurde am 5. Juli 1921 gegründet. Im Jahr 2004 fusionierte der SV Meßkirch mit dem SV Rohrdorf und dem VfR Menningen zum SV Meßkirch 04. Der SV Rohrdorf und der VfR Menningen nahmen zuvor als Spielgemeinschaft SG Rohrdorf/Menningen am Spielbetrieb teil.
1927/28 nahm der Verein am Spielbetrieb der Kreisliga Schwarzwald (Baden) teil; damals die zweithöchste Spielklasse im Saisonbetrieb.
Der größte Erfolg des Vereins war die Teilnahme an der 1. Amateurliga in der Saison 1961/62, der damals höchsten deutschen Amateurklasse. Dies blieb allerdings eine nur ein Jahr dauernde Episode.
Nachdem die Mannschaften Ende der 1990er Jahre sportlich bis in die unterste Liga abgestiegen waren, konnte sich der Verein inzwischen erholen. 2004/05 stieg der Verein in die Landesliga auf. Die direkten Abstiege in den zwei Folgejahren bedeuteten zunächst das Ende der Erfolgszeit, im Kreisligajahr wurde jedoch mit der Meisterschaft und dem Aufstieg in die Bezirksliga die Kehrtwende geschafft. Es folgte 2014 ein Rückschlag durch den erneuten Abstieg in die Kreisliga A.

## Wappen
Das kreisförmige, gelb grundierte Emblem mit blauer Schrift zeigt in der Mitte das Wappen der Stadt, einen dreischwänzigen, rot bezungten goldenen Löwen, der in den Pranken einen halbkreisförmig vorgebogenen roten Schaft hält, an dem zwischen den Pranken das silberne Blatt einer Hellebarde befestigt ist. Der Schriftzug über dem Stadtwappen nennt den Vereinsnamen, die Jahreszahl unter dem Stadtwappen das Gründungsjahr 1921 – und 2004, als der SV Meßkirch mit dem SV Rohrdorf und VfR Menningen fusionierte. Der Verein ist im Vereinsregister eingetragen, daher das Kürzel e. V. hinter der Gründungsjahreszahl.

## Stadion
Das Jahnstadion Meßkirch ist die sportliche Heimat des SV Meßkirch 04, etwa 5.000 Zuschauer finden darin Platz. Es wurde 1958 mit einem Spiel zwischen dem 1. FC Kaiserslautern und dem SSV Reutlingen (4:2) eingeweiht.